# Elektrit Opera
Opera − polski luksusowy odbiornik radiowy wileńskich zakładów Elektrit produkowany w roku 1938. Był to najlepszy odbiornik w ofercie firmy w tym sezonie produkcyjnym przeznaczony dla osób zamożnych. Wyposażony był w nowoczesne rozwiązania – dwa głośniki, ARW (automatyczna regulacja wzmocnienia), regulację barwy dźwięku, regulację szerokości wstęgi – wpływała na barwę tonu i ilość szumów, dla stacji silnych można było ustawić lepszą jakość dźwięku, dla słabszych ograniczyć szumy i zakłócenia kosztem jakości. Wykonanie odbiornika, zarówno pod względem mechanicznym, jak i elektrycznym stało na bardzo wysokim poziomie.
Odbiornik odbierał w trzech zakresach – fale długie, fale średnie i fale krótkie, oraz mógł pracować jako wzmacniacz gramofonowy. Odbiornik był siedmioobwodową heterodyną z czterema lampami 'grającymi', razem miał siedem lamp: oktoda AK2 – mieszacz i heterodyna, pentoda w.cz AF3 – wzmacniacz częstotliwości pośredniej duodioda detekcyjna AB2 – detektor audio i ARW, pentoda AF7 – stopień wstępny m.cz. pentodę głośnikową AL4, oko magiczne AM1 i diodę prostowniczą AZ1 w zasilaczu.